# 窪田忠知
窪田 忠知（くぼた ただとも）は、戦国時代から江戸時代初期の武将。武田家旗本より徳川家旗本になる。八王子千人同心9人の千人頭の一家となる。書籍によっては「久保田」とも称される。三枝流窪田氏。

## 略歴
最初は武田氏に仕え、天正10年（1582年）武田氏没落後は早期に徳川家康に仕え、甲州九口之道筋奉行に命じられる。天正12年（1584年）小牧・長久手の戦いに従軍。天正18年（1590年）徳川氏が関東に移ると、北条氏照の残党に備えて八王子に移り、八王子千人同心9人の千人頭の一家となる。九戸政実の乱・関ヶ原の戦い・大坂の陣にも従軍した。

## その他
八王子千人同心千人頭には窪田家が2家あり、井上流窪田氏と三枝流窪田氏がある。両家とも明治まで存続した。徳川家旗本にも窪田が多数確認される。